# Бангон
31°20′35″ пн. ш. 90°09′37″ сх. д. / 31.343055555556° пн. ш. 90.160277777778° сх. д.
Бангон (кит. 班戈县, пін. Bāngē Xiàn) — один із повітів КНР у складі префектури Нагчу, Тибетський автономний район. Адміністративний центр — містечко Пубао.

## Географія
Бангон у середньому лежить на висоті близько 4720 метрів над рівнем моря між озерами Сілінг-Цо (на північному заході, 4530 метрів над рівнем моря) і Намцо (на південному сході, 4718 метрів над рівнем моря) у межах плато Чангтан.

### Клімат
Повіт знаходиться у зоні так званої «гірської тундри», котра характеризується кліматом арктичних пустель. Найтепліший місяць — липень із середньою температурою 9,4 °C. Найхолодніший місяць — січень, із середньою температурою -10 °С.
| Клімат повіту Бангон                               | Клімат повіту Бангон | Клімат повіту Бангон | Клімат повіту Бангон | Клімат повіту Бангон | Клімат повіту Бангон | Клімат повіту Бангон | Клімат повіту Бангон | Клімат повіту Бангон | Клімат повіту Бангон | Клімат повіту Бангон | Клімат повіту Бангон | Клімат повіту Бангон | Клімат повіту Бангон |
| Показник                                           | Січ.                 | Лют.                 | Бер.                 | Квіт.                | Трав.                | Черв.                | Лип.                 | Серп.                | Вер.                 | Жовт.                | Лист.                | Груд.                | Рік                  |
| Середній максимум, °C                              | −3,9                 | −2                   | 1,6                  | 5,9                  | 10,1                 | 14,6                 | 15,2                 | 14,4                 | 12,6                 | 6,8                  | 1,3                  | −1,9                 | 6,2                  |
| Середня температура, °C                            | −10                  | −7,8                 | −4,3                 | −0,5                 | 3,7                  | 8,2                  | 9,4                  | 8,8                  | 6,5                  | 0,5                  | −5,1                 | −8,3                 | 0,1                  |
| Середній мінімум, °C                               | −16,3                | −13,7                | −10,1                | −6,3                 | −2,1                 | 2,6                  | 4,6                  | 4,1                  | 1,8                  | −4,7                 | −10,9                | −14,8                | −5,5                 |
| Норма опадів, мм                                   | 2.6                  | 2.3                  | 3.7                  | 6.5                  | 25.4                 | 59.8                 | 92.2                 | 83.5                 | 56                   | 10.3                 | 2.2                  | 1.9                  | 346.4                |
| Вологість повітря, %                               | 30                   | 28                   | 29                   | 36                   | 46                   | 55                   | 63                   | 65                   | 61                   | 43                   | 33                   | 29                   | 43                   |
| -------------------------------------------------- | -------------------- | -------------------- | -------------------- | -------------------- | -------------------- | -------------------- | -------------------- | -------------------- | -------------------- | -------------------- | -------------------- | -------------------- | -------------------- |
| Джерело: Дані метеостанції №55279 (КНР, 1991-2020) |                      |                      |                      |                      |                      |                      |                      |                      |                      |                      |                      |                      |                      |